# Província de Fahs-Anjra
La província de Fahs-Anjra (en àrab عمالة الفحص أنجرة, ʿamālat al-Faḥṣ Anjra; en amazic ⵜⴰⵎⵖⵓⵔⵜ ⵏ ⵍⴼⴰⵃⵚ ⴰⵏⵊⵔⴰ, tasga n Fahṣanjra) és una de les províncies del Marroc, fins 2015 part de la regió de Tànger-Tetuan i actualment de la nova regió de Tànger-Tetuan-Al Hoceima. Té una superfície de 740,37 km² i 97.295 habitants censats en 2004. La capital és Anjra. Limita al nord amb l'estret de Gibraltar, a l'est amb la prefectura de M'diq-Fnideq, al sud amb la província de Tetuan i a l'oest amb la prefectura de Tanger-Assilah.

## Divisió administrativa
La província de Fahs-Anjra consta de 7 comunes:
| Nom           | Codi geogràfic | Tipus        | Habitatges | Població | Estrangers | Locals | Notes |
| ------------- | -------------- | ------------ | ---------- | -------- | ---------- | ------ | ----- |
| Anjra         | 227.03.05.     | Comuna rural | 2681       | 15035    | 1          | 15034  |       |
| Jouamaa       | 227.03.11.     | Comuna rural | 1251       | 7173     | 1          | 7172   |       |
| Ksar El Majaz | 227.03.13.     | Comuna rural | 1735       | 8949     | 3          | 8946   |       |
| Taghramt      | 227.03.21.     | Comuna rural | 2717       | 13362    | 3          | 13359  |       |
| Al Bahraoyine | 227.05.01.     | Comuna rural | 2093       | 10501    | 7          | 10494  |       |
| Ksar Sghir    | 227.05.05.     | Comuna rural | 2244       | 10995    | 2          | 10993  |       |
| Malloussa     | 227.05.09.     | Comuna rural | 2134       | 10739    | 0          | 10739  |       |